# マケドニア白騎士団
マケドニア白騎士団（マケドニアしろきしだん）は、任天堂発売（開発・インテリジェントシステムズ）のコンピュータゲーム『ファイアーエムブレム』のシリーズ中、アカネイア大陸およびバレンシア大陸を舞台とする4作品に登場する架空の騎士団である。
なお、作中に登場するマケドニア王国は架空の国家でありかつて実在したマケドニア王国や現在の北マケドニアとは一切、無関係である。

## 概要
アカネイア大陸南部のマケドニア地方は古くから飛竜の産地として知られており、暗黒竜・メディウス率いるドルーア帝国軍の侵攻に対してマケドニア地方出身の奴隷であったアイオテ率いる義勇軍がこれを食い止めたことから宗主国・アカネイアより独立を認められアイオテが初代国王となった。
以後、飛竜と天馬を駆る騎士により編成されるマケドニア白騎士団は大陸においてその名声を広く知られるようになっており、100年を経てメディウス率いるドルーア帝国が復活した際には王女・ミネルバが団長となっている。
なお、白騎士団の他にドラゴンナイトを中心に編成される竜騎士団もあり、こちらはミネルバの実兄である国王・ミシェイルが団長を兼務している。

## 構成員
各作品の略称は以下の通りである。
- 暗黒竜‥ファイアーエムブレム 暗黒竜と光の剣
- 外伝‥ファイアーエムブレム外伝
- 紋章‥ファイアーエムブレム 紋章の謎
- アカネイア戦記編‥BSファイアーエムブレム アカネイア戦記編
- 新・暗黒竜‥ファイアーエムブレム 新・暗黒竜と光の剣
- 新・紋章‥ファイアーエムブレム 新・紋章の謎 〜光と影の英雄〜
- ヒーローズ‥ファイアーエムブレム ヒーローズ
- Echoes‥ファイアーエムブレム Echoes もうひとりの英雄王
- ♯FE‥幻影異聞録♯FE
- 無双‥ファイアーエムブレム無双

### 団長
ミネルバ (Minerba)
声：鶴ひろみ（電撃CD文庫）/榊原良子（GファンタジーコミックCDコレクション）/佐倉綾音（ヒーローズ・無双）
クラスはドラゴンナイト。『暗黒竜』『紋章』『アカネイア戦記編』『新・暗黒竜』『新・紋章』に登場。
マケドニア第一王女。マケドニア軍屈指の指揮官として名高く、【赤い竜騎士】の異名を持つ。600年に勃発した暗黒戦争では、妹マリアを人質に取られ、不本意ながらもドルーアに従っていた。マケドニア軍を率いてオレルアンに侵攻し、国土の大半を占領。ニーナ王女がオレルアンで集めた義勇軍も壊滅させている。604年、マリアがマルス率いるアリティア軍に救出されたことで同盟軍に合流し、配下の部隊とともにドルーア帝国に反旗を翻す。
597年、ドルーアにメディウスが復活し、マケドニアに同盟を迫ったとき、父王オズモンドはアカネイア王国に援軍を依頼し、討伐軍を挙げようとした。ミネルバは父と同じくドルーアとの同盟には反対だったが、兄ミシェイルと同様にアカネイアの援軍など期待していなかった。それでもアリティア王国のコーネリアス王の援軍が来るまで持ちこたえられれば勝機はあると考え、自ら前線に赴いていた。ミシェイルとは幼い頃から共に武芸・学問に励み、マケドニアを強国とすべく力を合わせてきたが、598年、ミシェイルが父王・オズモンドを謀殺し、ドルーアと同盟を結んで以降は反目するようになる。
暗黒戦争の終結後は、荒廃したマケドニアの復興に全力を挙げるが、ハーディンに唆されたリュッケ将軍にクーデターを起こされ、囚われの身となる。ハーディンの命令により、アリティア軍がミネルバ救出のためマケドニアに派遣されるが、それに先んじてミシェイルに救出され、カダイン地方の村でマルスと再会する。その後はマケドニア軍を率い、アカネイア帝国の野望を阻むべくアリティアに力を貸した。
英雄戦争の終結後は王位継承権を放棄し、マケドニアの貴族出身であるシスター・レナや元盗賊のジュリアン達と共に孤児の世話をしている。
『暗黒竜』『紋章』では顔グラフィックが2パターンある。
『暗黒竜』『紋章』においては戦力においては戦闘能力は高いものの、兵種がら弓・魔法に弱いのが難点で強さに任せて突入すると致命傷は必至であり、慎重に扱う必要がある。『新・暗黒竜』では登場時は最強の斧「オートクレール」を所持している。兵種変更で弓の特攻を防ぐことが可能になった反面、得意である斧が使えなくなるというデメリットも孕んでいる（その兵種に関する武器レベルを上げて克服することも可能）。
『新・紋章の謎』ではゲームの進め方によっては彼女の必死の介抱により、ミシェイルを生存させ仲間にする事が出来るイベントが追加された。
『新・紋章の謎』では、彼女も以前はペガサスに乗っていたことがマイユニットとの会話で判明する。ペガサスからドラゴンへと乗り換えたのは、マケドニア王族らしく力強いイメージが必要であったためだという。
後年のシリーズで恒例となる「赤い鎧の女竜騎士」の元祖となるキャラクターである。

### ペガサスナイト三姉妹
クラスはいずれもペガサスナイトで『暗黒竜』『紋章』ではアイテム「飛竜の鞭」によりドラゴンナイトへ、『外伝』『Echoes』ではミラの洗礼を受けることによりファルコンナイトへ昇格。『新・暗黒竜』『新・紋章』では「天空の鞭」でファルコンナイトへの昇格も可能。『アカネイア戦記編』にも登場する。
『アカネイア戦記編』以外の5作品では、3人で敵ユニットを取り囲むことにより必殺の一撃（暗黒竜・紋章においては通常の3倍ダメージ、外伝においては計算式が異なる）が攻撃が命中すれば必ず発動するトライアングルアタックを繰り出すことが可能である。以後、他のシリーズ作品においてもトライアングルアタックが登場する。
パオラ (Paora)
声：冬馬由美（GファンタジーCDコレクション）/種田梨沙（幻影異聞録♯FE・ヒーローズ・Echoes）
『暗黒竜』『外伝』『紋章』『新・暗黒竜』『新・紋章』『Echoes』に登場。『アカネイア戦記編』では第2章のエピローグに登場するのみで、ユニットとしては登場しない。
マケドニア白騎士団の天馬騎士。ペガサス三姉妹の長女。優しくおっとりした性格。ミネルバがアリティア軍に合流したことを知り、グラでアリティア軍へ合流した。アリティアの騎士アベルに思いを寄せているが、当のアベルは末の妹であるエストと相思相愛の仲である。
暗黒戦争の終結後はアベルへの複雑な思いを胸に秘め、祖国復興のために働く。
『外伝』では海賊に捕らわれた三女・エストを追って次女・カチュアと共にバレンシア大陸へ渡るが、ソフィアの海岸付近でガッハ率いる山賊団に取り囲まれる。そこへ通りかかった神官・セリカの一行の協力で難を逃れ、そのままセリカ軍に合流。ソフィア解放戦争の終結後、アカネイアへ帰還する。ちなみに、散り際の言葉で「アベル帰れなくてごめんね」と言う『暗黒竜』との繋がりの無い台詞を残すが、これが後の『紋章』にそこそこ繋がることになる。
『外伝』小説版においてはボーイ・レオ・アトラスの3人、そしてカチュアと共に独断専行で砂漠の砦に攻め込むも敵の抵抗に遭い、やむなく退却する事になる。
英雄戦争では、クーデターの勃発により混乱するマケドニアにおいてアリティア軍の友軍として参戦。英雄戦争後はアベルへの思いを断ち切るためか、祖国のためにただひたすら働いた。
『紋章』のキャラクター性能としては力と技の伸びが高い反面、速さや幸運の伸びが他のペガサスナイトと比べて悪く、攻撃速度や回避力面で劣っている。初期能力は高いものの、その分成長回数が少ない。しかし優れた初期値とバランスのいい成長で、戦果は妹二人に劣らない。
小学館『20th Anniversary ファイアーエムブレム大全』の『暗黒竜』の公式イラストでは髪はゲーム画面のカチュアと同じで服は緑、胸鎧は紫であった。
カチュア (Katua)
声：矢島晶子（GファンタジーコミックCDコレクション）/生天目仁美（ヒーローズ・Echoes）
『暗黒竜』『外伝』『紋章』『アカネイア戦記編』『新・暗黒竜』『新・紋章』『Echoes』に登場。
マケドニア白騎士団の天馬騎士。ペガサス三姉妹の次女。生真面目でしっかりした性格。マルスに淡い恋心を抱いている。ミネルバがアリティア軍に合流した事を知り、グラで姉・パオラと共にアリティア軍へ合流。暗黒戦争の終結後はマケドニアの復興に力を尽くす。
『外伝』では、姉・パオラと共に海賊に捕らわれた三女・エストを追ってバレンシア大陸へ渡航するがソフィアの海岸付近で山賊団に取り囲まれ、通りかかった神官・セリカの一行の協力で難を逃れた後にセリカ軍へ合流。ソフィア解放戦争の終結後、アカネイアへ帰還する。
『外伝』小説版においてはボーイ・レオ・アトラスの3人、そしてパオラと共に独断専行で砂漠の砦に攻め込むも敵の抵抗に遭い、やむなく退却する事になる。
英雄戦争では、クーデターにより混乱するマケドニアから脱出してアリティア軍に参加。ウォレンとは知り合いで、かつて遭難していたところを助けられた経緯がある。英雄戦争後は姉を思いやりつつ(パオラが死亡時は姉の死を悼みつつ)、再びマケドニアの復興に従事した。
死亡時以外はおくびにも出さないが、マルスに対して片思いをしており、マルスからカチュア側にのみ限定で支援効果がつく。
キャラクター性能的には初期能力こそ姉に劣るが、仲間になる時期が比較的早く、成長率が良いため最終的な能力値は姉妹で最もバランスに優れる。シーダと比べると長所である速さと幸運の伸びがやや悪い代わりに短所である力とHPの成長が改善されており、正面からの突撃に適している。
『外伝』の公式イラストの髪の色がゲーム画面の髪の色と一致していない（『暗黒竜』『外伝』『アカネイア戦記編』のゲーム画面では水色、外伝公式イラストでは黄土色。『紋章』『新・暗黒竜』『新・紋章』では青髪）。
『20th Anniversary ファイアーエムブレム大全』の『暗黒竜』の公式イラストでは髪はゲーム画面のパオラと同じで服は青、胸鎧はピンクであった。
エスト (Est)
声：西村ちなみ（GファンタジーコミックCDコレクション）/村川梨衣（ヒーローズ・Echoes）
『暗黒竜』『外伝』『紋章』『アカネイア戦記編』『新・暗黒竜』『新・紋章』『Echoes』に登場。
マケドニア白騎士団の天馬騎士。ペガサス三姉妹の三女。明るく自由気ままな性格。暗黒戦争では、アカネイアからグルニア軍に持ち去られたメリクルソードの奪還を試みるが捕らわれてしまう。しかし、グルニア黒騎士団長・カミュの助けにより脱出に成功、奪い返したメリクルソード（紋章の場合。暗黒竜の時はメリクルレイピア）を持参して『暗黒竜』『新・暗黒竜』ではカシミア大橋で、『紋章』第1部ではグルニア領内でアリティア軍に合流する。戦いの中、アリティアの騎士アベルと相思相愛の関係になる。
暗黒戦争の終結後にマケドニア白騎士団を除隊しアベルと結ばれるが、海上で姉たちとはぐれ海賊に捕らわれてしまう。その後、ソフィア王国とリゲル王国の国境地帯にある砂漠に砦を構える盗賊王・ギースの砦に監禁されるが姉たちと合流したセリカ軍により解放され、無事に姉たちとの再会を果たしセリカ軍に参戦。ソフィア解放戦争の終結後、アカネイアへ帰還する。
英雄戦争に際しては、アカネイア帝国軍の攻撃に抵抗するも囚われの身となってしまっていた。英雄戦争の終結後、姉の気持ちを察してか突如としてアベルに別れを告げ、姿を消した。アベルが戦死した場合にはやはりショックから姿を消してしまう。
『新・紋章』では選択次第では前日談7の教官役を務め、その結果として前日談8でマルス暗殺を防ぐため共に戦う事になる。
『暗黒竜』と『紋章』ではエンディング内容が大きく変更されている（『紋章』は上記の通り、『暗黒竜』ではハッピーエンド）。
『紋章』での能力面ではマルスと同じ攻撃偏重タイプであり、力や技の伸びが良い代わりにHPの成長が低い。成長率自体は3姉妹で最も高いが、登場時期が強力な敵が多い終盤であり、なおかつレベルも低いため、特に第2部は姉2人の補助がなければ育成は難しい。
4作品で髪型と髪の色に最も大きく変更されたキャラクターである（『暗黒竜』『外伝』ではショートボブカットの赤髪。『紋章』『アカネイア戦記編』『新・暗黒竜』『新・紋章』ではショートカットのピンク髪）。また、『外伝』の公式イラストの髪の色がゲーム画面の髪の色と一致していない（公式イラストでは青色）。
『20th Anniversary ファイアーエムブレム大全』の『暗黒竜』の公式イラストでは髪はゲーム画面のエストと同じで服は赤、胸鎧はピンクであった。

## 他のFEゲームでのマケドニア白騎士団

### FEシリーズ

#### 『覚醒』のマケドニア白騎士団
魔符として3姉妹が登場。

#### 『if』のマケドニア白騎士団
ファイアーエムブレムifにおいてはファイアーエムブレム0「英雄たちの戦刃」ボックス購入者限定に付属する　ダウンロードコードを入力することでペガサスナイト・ミネルバ〈サイファ〉がマイキャッスルに登場する。LV10で参戦。

### クロスオーバー作品

#### 幻影異聞録♯FE
パオラが、古の英雄のミラージュとして登場。

#### ファイアーエムブレム ヒーローズ
ミネルバ、パオラ、カチュア、エストが参戦している。声は上記参照。

#### ファイアーエムブレム無双
ミネルバがDLCキャラクターとして登場。ペガサス三姉妹も候補として挙がっていたが、既に天馬キャラクターは多くいたこともあり、まずは三姉妹の長たるミネルバが選ばれた。また『新・暗黒竜』でドラゴンナイトは斧が使える為、武器のバランスを考慮したことも一因。ミネルバの性能は原作では低い攻撃力だったが、無双ではトップクラスの攻撃力に設定。力こそ全てだと言う人向けに作成している。更に弓に特攻無効のスキル・アイオテの盾を持っているので、飛行系が活躍できるとのことである。

## その他の話題
- 日本コロムビア ゲームミュージック ファイアーエムブレム キャラクターテーマ集
  - 第三曲目「ミネルバ」の曲は、『暗黒竜と光の剣』『紋章の謎第1部』の敵フィールドマップ曲のアレンジ曲である。なおこのCDには、ファイアーエムブレムシリーズの作曲者、馬場由佳が参加している。
- 宝島社 ALL OF EIRE EMBLEM ファイアーエムブレム〜紋章の謎〜のすべて
  - 『HIPPON SUPER!』からの「FE作戦 紋章同盟」と言う出張投稿コーナにて、ミネルバの単独投稿コーナーとペガサスナイト三姉妹の3人セットの投稿コーナーがあった。
  - キャラクター人気投票ではミネルバが女性部門、総合でトップだった（編集者のコメントで女性ファンからの投票が多かったと言うことを述べていた）。三姉妹は女性部門でカチュアが「6位」、エストが「8位」、パオラが「9位」だった。
- NTT出版 ファイアーエムブレム・ザ・コンプリート
  - 「FE出生秘話」にて、加賀昭三が『外伝』で三姉妹を登場させた理由に「FE外伝としてFE世界との接点を設けたかった」と述べていた。
- ゲーム以外のメディアでのマケドニア白騎士団関連
  - 角川書店刊の漫画化作品（佐野真砂輝&わたなべ京・著）の『暗黒竜と光の剣』では、ミネルバの正式名が「エリーヌ・ビューナ」と言う設定になっている。
  - 佐野&わたなべ版の漫画『暗黒竜と光の剣』と『外伝』の2作品でパオラが登場している（ただし、髪の設定が『暗黒竜と光の剣』ではオリジナルゲームの『暗黒竜』に準じていて、『外伝』ではオリジナルゲームの『紋章』に準じている）。カチュアとエストは『暗黒竜と光の剣』にしか登場していない。
『ファイアーエムブレム』の漫画は『暗黒竜』の時代からの連載であったが、途中諸事情で連載が長く休止したため、エストの髪型が『紋章』に準じている。
  - 『ザ・コンプリート』の水縞とおるの漫画「遠い大陸の追憶」では、パオラ、カチュアがミネルバに激風に浚われた子供のペガサスとそれをまだ乗りこなせられなかったエストを探しに、バレンシア大陸に行った事とこの大陸の戦いに参戦した経緯を語るストーリー形式になっている。パオラ、カチュアがオリジナルゲームには無い天馬から降りて戦うシーンもある。三姉妹の服装がオリジナルゲームよりも露出が高い。
  - マイクロマガジンGAME SIDE2010年8月Vol．24の特集「シミュレーションRPGを読み解く」の「シミュレーションRPG　名キャラクター紹介」において、FEキャラクターからは3人が選出[10]され、その1人にミネルバが選ばれた。記事の文章は見た目だけではなく上級職のドラゴンナイトであり戦況を変えるほどの活躍をする、FE特有の上級職は育たないがアイオテの盾など色々な方法で強化して記者が使い続けた、色恋沙汰がなくマルスとは違う宿命的なバックグラウンドに惹かれたと語っていた。副題は「凛々しさに惚れた深紅の竜騎士!」。顔グラフィックは『新・暗黒竜と光の剣』が登場したのにもかかわらず『紋章の謎』ものを使用している。

## 作中出典
1. ↑  『ファイアーエムブレム ヒーローズ』「赤い竜騎士 ミネルバ」ステータス、スキル一覧より。
2. ↑  『#FE』のエンディングスタッフロールより
3. ↑  『ファイアーエムブレム ヒーローズ』「白騎の長姉 パオラ」ステータス、スキル一覧より。
4. ↑  『ファイアーエムブレム ヒーローズ』「白騎の次姉 カチュア」ステータス、スキル一覧より。
5. ↑  『ファイアーエムブレム ヒーローズ』「白騎の末妹 エスト」ステータス、スキル一覧より。